# Kurija Kiepach
Kurija Kiepach je kurija u naselju Bregana koje je u sastavu grada Samobora.

## Opis
Podignuta je uz raskrižje ceste Samobor - Bregana, okružena zelenilom i nizom gospodarskih zgrada. Građevina je zatvorenog pravokutnog tlocrta s dužom stranom prema ulici, pokrivena dvostrešnim krovišteme s lomljenim zabatima. Ima karakterističan raspored baroknih kurija sa središnjim poprečnim hodnikom u prizemlju i sobama bočno te većim sobama na katu okrenutim prema glavnom pročelju i stubištem s predvorjem prema dvorištu. Pročelja su glatka, a ističe se kameni polukružni dovratnik portala na sredini glavnog pročelja. Sagradili su je Draškovići u 18. st., a u 19. st. vlasnik postaje obitelj Kiepach.

## Vanjske poveznice
- Kurija Kiepach